# Candida ergatensis
Candida ergatensis är en svampart som beskrevs av Santa María 1971. Candida ergatensis ingår i släktet Candida, ordningen Saccharomycetales, klassen Saccharomycetes, divisionen sporsäcksvampar och riket svampar.   Inga underarter finns listade i Catalogue of Life.